# Église Saint-Martin d'Annois
L'église Saint-Martin d'Annois est une église située à Annois, en France.

## Localisation
L'église est située sur la commune de Annois, dans le département de l'Aisne.

## Description

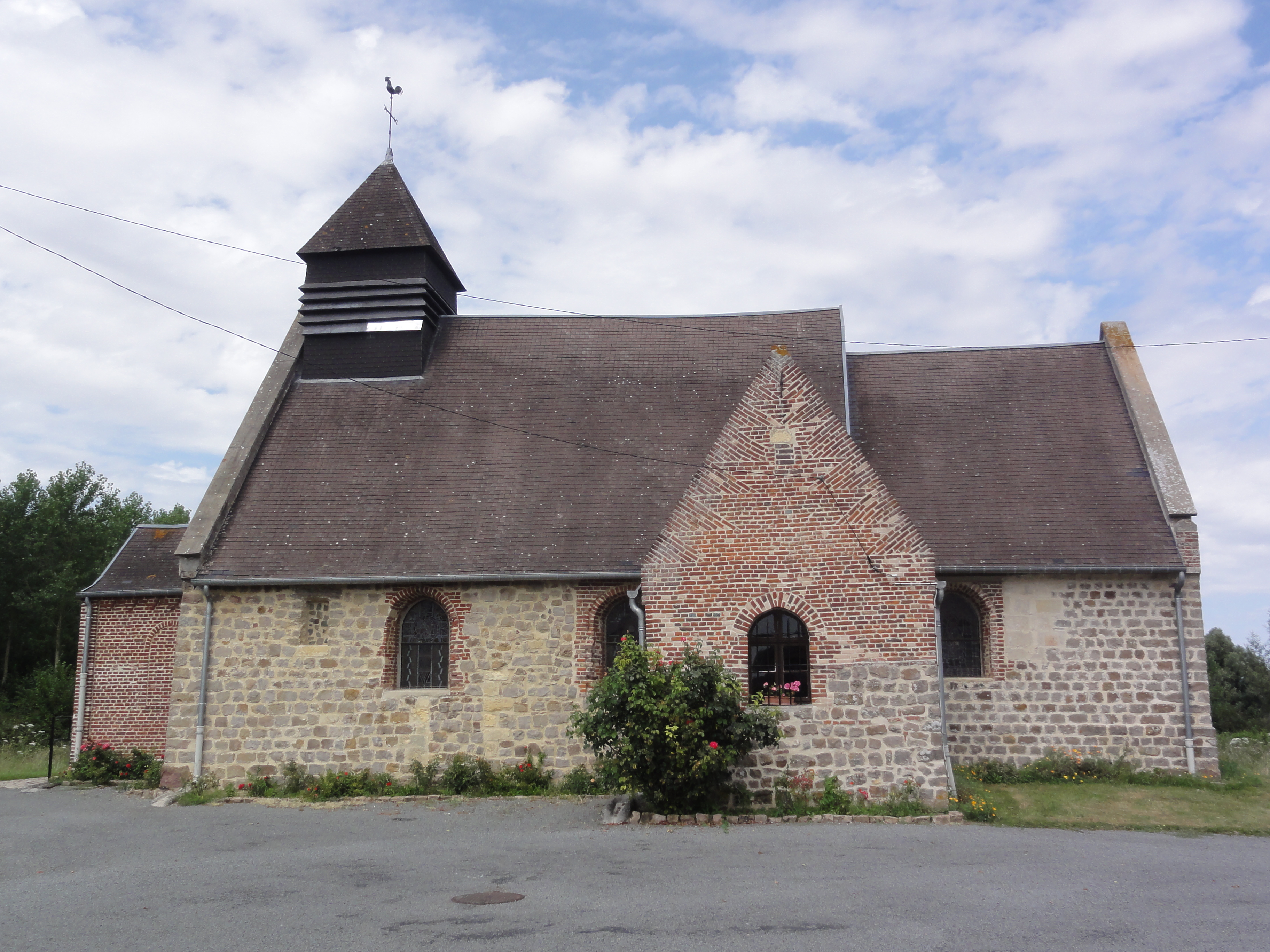
Vue latérale sud.